# Jaime Camara
Jaime Camara (Goiânia, 5 november 1980) is een Braziliaans autocoureur. 

## Carrière
Camara startte in 2005 in de Amerikaanse Indy Lights. Hij won de Freedom 100 op de Indianapolis Motor Speedway en won later dat jaar de race op de Nashville Superspeedway en finishte op de vijfde plaats in het kampioenschap. In 2006 en 2007 reed hij een tweede en derde seizoen in de Indy Lights maar kon geen meer races winnen. Hij werd zowel in 2006 als in 2007 zesde in de eindstand. In 2008 ging hij aan de slag in de IndyCar Series voor Conquest Racing. Hij kon dat jaar geen enkele keer in de top tien finishen en hij werd in 2009 bij het team vervangen door Alex Tagliani, waarna Camara geen nieuwe werkgever meer kon vinden in de IndyCar Series.